# Réserves de pétrole en Iran
Les réserves prouvées de pétrole en Iran, selon son gouvernement, le classe au quatrième rang dans le monde avec environ 200 milliards de barils en 2020 et même au troisième rang si les réserves canadiennes de pétrole non conventionnel sont exclues. Ceci représente environ 13 % des réserves totales de pétrole prouvées mondiales. Ces réserves sont situées onshore sur le territoire iranien, ainsi qu' offshore au sein des eaux territoriales dans le golfe d'Oman. Tous les champs pétroliers appartient à la National Iranian Oil Company.

Selon la National Iranian Oil Company (NIOC), les réserves d'hydrocarbures liquides récupérables en Iran, à la fin de 2006, s’élevaient à 138,4 milliards de barils.

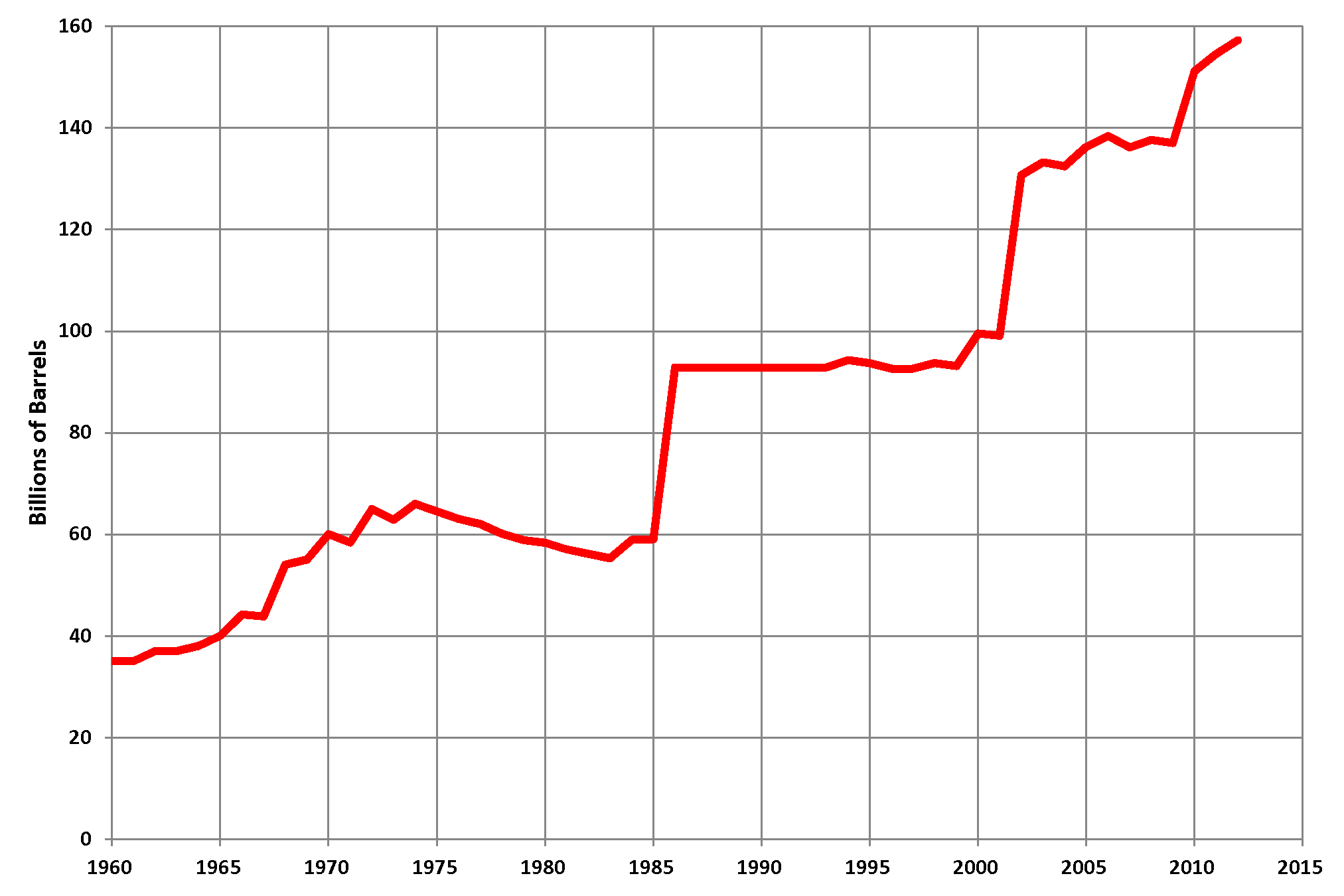
Réserves prouvées de pétrole en Iran

## Histoire

### Découvertes
L'Iran a derrière lui plus d'un siècle d'histoire de l'exploration et de la production de pétrole ; le premier puits d'exploration humide était Masjid Suleiman-1, le 26 mai 1908. Depuis lors, sur la base des derniers rapports pétrolier et gazier, 145 champs d'hydrocarbures et 297 réservoirs de pétrole et de gaz furent découverts en Iran, avec des champs disposant de multiples zones de production. Au total de 102 champs sont des champs pétroliers et le reste 43 sont des champs gazier, et il y a 205 gisements de pétrole et 92 réservoirs de gaz naturel.

### Années 1970
La production iranienne culmina à 6 millions de barils par jour (950 000 m3/j) en 1974, mais l’Iran fut incapable de maintenir ce rythme de production depuis la révolution iranienne de 1979 en raison d'une combinaison de troubles politiques, de la guerre avec l'Irak, d’investissements limités, des sanctions américaines, et d’un taux élevé de déplétion naturel. L'importance des ressources pétrolières pour l'économie iranienne a poussé le gouvernement islamique à créer un ministère du pétrole à part entière. Les champs pétroliers matures de l'Iran ont besoin de techniques d’amélioration de la récupération du pétrole telles que l'injection de gaz pour maintenir la production, qui décline au taux annuel d'environ 8 % pour les champs terrestres et 10 % pour les champs au large. Avec la technologie actuelle, il n’est possible d'extraire que 20 % à 25 % du pétrole des réservoirs carbonatés fracturés de l'Iran, soit 10 % de moins que la moyenne mondiale. On estime que 400 000 à 700 000 barils par jour sont perdus en raison du déclin des champs pétroliers matures.

### Années 2000
Des débuts de l'industrie pétrolière en Iran en 1908 à la fin de 2007, l'Iran a produit quelque 61 milliards de barils de pétrole.
En 2009, selon un rapport de issue du gouvernement iranien, 78 des champs pétroliers iraniens sont actifs, dont 62 champs terrestres et 16 au large. Un nombre significatif de champs sont inactifs. Quelque 23 champs d'hydrocarbures se trouvent dans les zones frontalières et sont partagées entre l'Iran et les pays voisins, dont le Koweït, l'Irak, le Qatar, Bahreïn, les Émirats arabes unis, l'Arabie saoudite et le Turkménistan.
En décembre 2019, le gouvernement iranien annonce la découverte d'un nouveau champ de pétrole dont les réserves sont estimées à 53 milliards de barils, dans le Sud-Ouest du pays, dans la province du Khouzustan.
En 2021, la réserve totale de pétrole d'Iran est estimée à 209 milliards de barils.

## Principaux champs pétroliers
Le tableau suivant présente les cinq principaux champs pétroliers iraniens.
| Rang | Champ pétrolier | Formation          | Réserves totales (en milliard de barils) | Réserves exploitables (en milliard de barils) | Production (en barils / jour) |
| ---- | --------------- | ------------------ | ---------------------------------------- | --------------------------------------------- | ----------------------------- |
| 1    | Ahvaz           | Asmari & Bangestan | 65.5                                     | 37                                            | 850 000 (2017)                |
| 2    | Gachsaran       | Asmari & Bangestan | 52.9                                     | 23.7                                          | 635 000 (2018)                |
| 3    | Marun           | Asmari             | 46.7                                     |                                               | 520 000 (2005)                |
| 4    | Azadegan        | Asmari & Bangestan | 32                                       | 1.92 (perspectives à 5,12)                    | 50 000 (2018)                 |
| 5    | Aghajari        | Asmari & Bangestan | 30.2                                     |                                               | 200 000 (2005)                |

## Découvertes de nouvelles réserves au XXIè siècle
Les réserves de pétrole iranien au début de 2001 furent évaluées à environ 99 milliards de barils. Mais, en 2002, le résultat de l'étude de la NIOC ré-estima les réserves en ajoutant environ 31,7 milliards de barils de réserves récupérables aux précédentes estimations.
La révision des réserves de la NIOC de 2002 provenait des sources suivantes:
- Révision du volume des champs de pétrole originel qui ajouta 14,3 milliards de barils de pétrole aux réserves de pétrole de l'Iran.
- Révision des facteurs de récupération de pétrole qui augmenta le taux de récupération moyen des champs de pétrole de 29 % à 36 %.
- Réserves de gaz de pétrole liquéfié du champ gazier de South Pars (C3 et C4) évalué à environ 3,2 milliards de barils récupérables.
- Nouvelles découvertes d’environ 700 millions de barils récupérables.

En plus d’importantes réserves, l'Iran a encore un énorme potentiel pour de nouvelles découvertes importantes de gaz dans des zones comme la mer Caspienne, le Nord-Est, en Kavir centrale et en particulier les zones à partir de gisements de gaz de Aghar et Dalan dans la province de Fars jusqu'au le détroit d'Ormuz et au centre du golfe Persique qui pourrait recelait des quantités considérables de ressources de gaz non encore découvertes. Selon la direction de l’exploration de la NIOC, il y a environ 150 anticlinaux inexplorées en Iran.
Depuis 1995, la NIOC a fait d’importantes découvertes de pétrole et de gaz, estimées à quelque 84 milliards de barils (1,34 × 1010 m3) de pétrole et au moins 5 400 km3 de gaz, qui sont énumérés ci-dessous.
Dans les bassins de Zagros et du golfe Persique, les roches carbonatées du Crétacé et du Tertiaire très poreuses sont des réservoirs de pétrole très importants, tandis que les carbonates du Permo-Trias, en particulier les formations de Dalan et de Kangan, sont les principaux réservoirs de gaz et de condensat.
Il est rapporté que 38 réservoirs de gaz / condensats ont été découverts dans les formations de Dalan et de Kangan. La formation du mi-Crétacé de Sarvak est importante pour le volume de pétrole récupérable qu'elle contient, tandis que la formation de l’Oligo-Miocène d’Asmari est le meilleur producteur actuel.
En décembre 2019, le gouvernement iranien annonce la découverte d'un nouveau champ de pétrole dont les réserves sont estimées à 53 milliards de barils, dans le Sud-Ouest du pays, dans la province du Khouzustan, faisant passer les réserves prouvées de 155 600 l'année précédente à 208 600 milliards de barils.
| Nom du champ                 | Volume de pétrole total | Volume de pétrole récupérable | Année de découverte |
| ---------------------------- | ----------------------- | ----------------------------- | ------------------- |
|                              | Milliards de barils     | Milliards de barils           |                     |
| Azadegan                     | 33,2                    | 5,2                           |                     |
| Yadavaran (Kushk+Hosseinieh) | 17                      | 3                             |                     |
| Ramin                        | 7,398                   | 1,11                          | 2007                |
| South Pars Oil Layer         | 6                       | NA                            |                     |
| Band-E-Karkeh,               | 4,5                     | NA                            | 2007                |
| Mansour Abad                 | 4,45                    | NA                            | 2007                |
| Changoleh                    | 2,7                     | NA                            |                     |
| Azar,                        | 2.07                    | NA                            | 2007                |
| Paranj                       | 1,6                     | NA                            | 2007                |
| Andimeshk (Balaroud)         | 1,1                     | 0,233                         | 2007                |
| Binalood                     | 0,776                   | 0,099                         | 2008                |
| Mansouri-Khami layer         | 0,760                   | NA                            |                     |
| Jofeyr-Fahliyan layer,       | 0,750                   | NA                            | 2008                |
| Asaluyeh                     | 0,525                   | NA                            | 2008                |
| Arvand                       | 0,500                   | NA                            | 2008                |
| Sumar                        | 0,475                   | 0,070                         | 2010                |
| Tusan                        | 0,470                   | NA                            | 2006                |
| Arash                        | 0,168                   | NA                            |                     |
| Total                        | 84,442                  | NA                            |                     |

## Liste des champs pétroliers en Iran
- Aghadjari
- Ahvaz
- Azadegan
- Gatchsaran
- Karanj
- Marun
- Masjed Soleiman
- Naft shahr
- Resalat